# Luis Ernesto Pérez (ur. 1981)
Luis Ernesto „Lucho” Pérez Gómez (ur. 12 stycznia 1981 w mieście Meksyk) – piłkarz meksykański grający na pozycji środkowego pomocnika, trener piłkarski.
Jest najmłodszym piłkarzem w historii reprezentacji Meksyku (zadebiutował w niej w wieku 17 lat, 11 miesięcy i 6 dni).

## Kariera klubowa
Pérez pochodzi z miasta Meksyk i tam też zaczął swoją piłkarską karierę w klubie Necaxa Aguascalientes. W jej barwach zadebiutował w ligowym meczu ligi meksykańskiej z Santos Laguna 21 września 1999 roku w fazie Apertura. W styczniu 2000 wystąpił z Necaxą w Klubowych Mistrzostwach Świata, na których zajął 3. miejsce. W Necaxie niemal od początku kariery grał w pierwszym składzie i zasłynął m.in. dzięki skutecznym wykonaniu rzutów wolnych. Z Necaxą nie osiągnął jednak większych sukcesów, a przez 3,5 roku gry rozegrał 115 ligowych meczów i zdobył w nich 12 bramek.
W styczniu 2003 przed rozpoczęciem fazy Clausura Pérez dość niespodziewanie odszedł do CF Monterrey i już wtedy wywalczył swoje pierwsze mistrzostwo Meksyku. W kolejnych sezonach Monterrey z Luisem w składzie grało już słabiej: w 2003/2004 nie wyszło do play-off w Apertura ani Clausura, a w 2004/2005 doszło do finału Apertura (dwie porażki z Pumas UNAM) i do ćwierćfinału w Clausura. Podobnie było w sezonie 2005/2006, gdy Pérez wraz z kolegami klubowymi poniósł porażkę w finale Apertura z Deportivo Toluca, a Clausura w ogóle nie wyszedł z grupy. Sezon 2006/2007 również nie był udany: Apertura – ćwierćfinał, Clausura – faza grupowa.
| Sezon   | Klub               | Kraj   | Rozgrywki         | Mecze | Bramki |
| ------- | ------------------ | ------ | ----------------- | ----- | ------ |
| 1999/00 | Club Necaxa        | Meksyk | Liga MX           |       |        |
| 2000/01 | Club Necaxa        | Meksyk | Liga MX           |       |        |
| 2001/02 | Club Necaxa        | Meksyk | Liga MX           |       |        |
| 2002/03 | Club Necaxa        | Meksyk | Liga MX           |       |        |
| 2002/03 | CF Monterrey       | Meksyk | Liga MX           |       |        |
| 2003/04 | CF Monterrey       | Meksyk | Liga MX           |       |        |
| 2004/05 | CF Monterrey       | Meksyk | Liga MX           |       |        |
| 2005/06 | CF Monterrey       | Meksyk | Liga MX           |       |        |
| 2006/07 | CF Monterrey       | Meksyk | Liga MX           |       |        |
| 2007/08 | CF Monterrey       | Meksyk | Liga MX           |       |        |
| 2008/09 | CF Monterrey       | Meksyk | Liga MX           | 29    | 3      |
| 2009/10 | CF Monterrey       | Meksyk | Liga MX           | 29    | 4      |
| 2010/11 | CF Monterrey       | Meksyk | Liga MX           | 32    | 1      |
| 2011/12 | CF Monterrey       | Meksyk | Liga MX           | 34    | 5      |
| 2012/13 | Chivas Guadalajara | Meksyk | Liga MX           | 25    | 0      |
| 2013/14 | Querétaro FC       | Meksyk | Liga MX           | 17    | 0      |
| 2013/14 | Chiapas FC         | Meksyk | Liga MX           | 6     | 0      |
| 2014/15 | Chiapas FC         | Meksyk | Liga MX           | 12    | 0      |
| 2015/16 | CF Monterrey       | Meksyk | Liga MX           | 11    | 0      |
| 2016/17 | CF Monterrey       | Meksyk | Liga MX           | 1     | 0      |
|         |                    |        | Łącznie w Liga MX | 511   | 63     |

## Kariera reprezentacyjna
W reprezentacji Meksyku Pérez zadebiutował 17 listopada 1998 w wygranym 2:0 towarzyskim meczu z Salwadorem. W 2003 roku wystąpił z rodakami w Złotym Pucharze CONCACAF, który Meksyk wygrał (1:0 po dogrywce w finale z Brazylią). Natomiast w 2004 roku wystąpił z reprezentacją U-23 na Igrzyskach Olimpijskich w Atenach.
W 2006 roku Pérez został powołany przez selekcjonera Ricardo La Volpe do kadry na Mistrzostwa Świata w Niemczech. Tam zagrał najpierw w grupowym wygranym 3:1 meczu z Iranem, a następnie w przegranym 1:2 z Portugalią, w którym dostał dwie żółte, a w konsekwencji czerwoną kartkę, która wyeliminowała go z gry w 1/8 finału z Argentyną (Meksyk przegrał 1:2 po dogrywce).